# Левкипп
Левкипп (др.-греч. Λεύκιππος, V век до н. э.) — древнегреческий философ, один из основоположников атомистики, учитель Демокрита.
Точное место рождения неизвестно: возможно, Милет или Абдеры. Некоторые исследователи считают, что одним из его учителей был Зенон Элейский. О жизни Левкиппа известно очень мало, и не сохранилось никаких работ, которые можно было бы с уверенностью назвать произведениями Левкиппа, особенно учитывая тот факт, что Левкипп находится в тени своего ученика Демокрита, создателя завершенной системы атомистики. Не исключено, что Левкипп ограничивался лишь устным изложением своего учения. Невозможно даже определить, в каких областях Левкипп и Демокрит были не согласны друг с другом.
Левкипп, вероятно, жил в Абдере — там же, где и Демокрит. Одновременно с Зеноном, Эмпедоклом и Анаксагором он выдвинул идею множественности элементов сущего. Придерживаясь идеи Парменида о неизменяемости и качественной однородности сущего, Левкипп для объяснения разнообразия предметов утверждает существование относительного небытия, то есть наличие пустоты, разделяющей всё сущее на множество элементов. Свойства этих элементов зависят от ограничивающего их пустого пространства, различаются они по величине, фигуре, движению, но все элементы мыслятся как однородные, непрерывные и потому неделимые (atomoi). Вслед за философами ионийской школы (прежде всего милетской) Левкипп считает движение внутренне присущим атомам.
По-видимому, Левкипп внёс определённый вклад в развитие идей Демокрита об атомистической космологии. Сочинения Левкиппа и Демокрита уже в IV веке до н. э. были объединены и позднее названы «Corpus Democriteuin».
Некоторые исследователи сомневаются в историчности Левкиппа. Была даже теория, что Левкипп — это имя молодого Демокрита, однако она была опровергнута такими учёными как Дильс, Целлер и Маковельский.

## Память
В 1970 г. Международный астрономический союз присвоил имя Левкиппа кратеру на обратной стороне Луны.